# Weiden Challenger 1999
Il Weiden Challenger 1999 è stato un torneo di tennis facente parte della categoria ATP Challenger Series nell'ambito dell'ATP Challenger Series 1999. Il torneo si è giocato a Weiden in Germania dal 7 al 13 giugno 1999 su campi in terra rossa.

## Vincitori

### Singolare
Roberto Carretero-Diaz ha battuto in finale  Christophe Van Garsse con il punteggio di 6–1, 7–5

### Doppio
Emilio Benfele Álvarez /  Dušan Vemić hanno battuto in finale  Simon Aspelin /  Johan Landsberg con il punteggio di 6–7, 6–2, 6–4